# Science-Fiction-Jahr 1928
Übersicht

◄◄ | ◄ | 1924 | 1925 | 1926 | 1927 | Science-Fiction-Jahr 1928 | 1929 | 1930 | 1931 | 1932 | ► | ►►

Weitere Ereignisse

## Neuerscheinungen Literatur
| Deutscher Titel                             | Deutschsprachiges Erscheinungsjahr | Originaltitel        | Autor                 | Anmerkungen                      |
| ------------------------------------------- | ---------------------------------- | -------------------- | --------------------- | -------------------------------- |
| Armageddon 2419 A.D.                        |                                    | Armageddon 2419 A.D. | Philip Francis Nowlan | Erstes Auftreten von Buck Rogers |
| Die Auferstehungsnacht des Doktors Adalbert | –                                  | –                    | Max Halbe             |                                  |
| Hans Hardts Mondfahrt                       | –                                  | –                    | Otto Willi Gail       |                                  |

## Neuerscheinungen Filme
| Deutscher Titel | Deutschsprachiges Erscheinungsjahr | Originaltitel | Regie         | Anmerkungen |
| --------------- | ---------------------------------- | ------------- | ------------- | ----------- |
| Alraune         | –                                  | –             | Henrik Galeen |             |

## Geboren
- Tschingis Aitmatow († 2008)
- Günter Braun († 2008)
- Lee Correy, Pseudonym von G. Harry Stine († 1997)
- Inìsero Cremaschi († 2014)
- Philip K. Dick († 1982)
- Angélica Gorodischer († 2022)
- Zach Hughes, Pseudonym von Hugh Zachary († 2016)
- Leo P. Kelley († 2002)
- Wolfgang Kellner († 2014)
- Erich Köhler († 2003)
- Milton Lesser († 2008)
- A. J. Merak (Pseudonym von John S. Glasby) († 2011)
- Raylyn Moore († 2005)
- William F. Nolan († 2021)
- Alan E. Nourse († 1992)
- Chad Oliver († 1993)
- Gudrun Pausewang († 2020)
- Doris Piserchia († 2021)
- W. D. Rohr († 1981)
- Charles W. Runyon († 2015)
- Karl-Herbert Scheer († 1991)
- Robert Sheckley († 2005)
- Hans Taubert
- Walter Tevis schrieb mit Der Mann, der vom Himmel fiel die Vorlage zum gleichnamigen Film († 1984)
- Patrick Tilley († 2021)
- Karl-Heinz Tuschel († 2005)
- James White († 1999)
- Kate Wilhelm († 2018)
- Witold Zegalski († 1974)

## Gestorben
- Karl Bleibtreu (* 1859)
- Albert Daiber (* 1857)
- Oskar Hoffmann (* 1866)
- Konstantin Liebich (* 1847)